# Чемпионат мира по бегу по пересечённой местности 1993
Чемпионат мира по бегу по пересечённой местности 1993 прошёл 28 марта 1993 года в городе Аморебьета-Эчано, Испания.
Всего было проведено 4 забега — мужчины (дистанция 12 км), женщины (8 км), а также забеги юниоров (8 км) и юниорок (6 км). Также разыгрывались победители в командном первенстве — складываются четыре лучших результата от страны и по сумме наименьшего времени определялись чемпионы. В командном зачёте среди мужчин и женщин победила Кения.

## Результаты

### Мужчины
| Место | Имя                 | Гражданство | Время 0(м:с) |
| ----- | ------------------- | ----------- | ------------ |
| 1     | Уильям Сигеи        | Кения       | 32:51        |
| 2     | Доминик Кируи       | Кения       | 32:56        |
| 3     | Исмаэль Кируи       | Кения       | 32:59        |
| 4     | Мозес Тануи         | Кения       | 33:14        |
| 5     | Эзекиль Биток       | Кения       | 33:21        |
| 6     | Халид Сках          | Марокко     | 33:22        |
| 7     | Хайле Гебреселассие | Эфиопия     | 33:23        |
| 8     | Аддис Абебе         | Эфиопия     | 33:29        |